# Арпіта Сінґх
Арпіта Сінґх (*অর্পিতা সিং, 1937 —) — сучасна індійська художниця, графік, представник абстрактивізму.

## Життєпис
Народилася в 1937 році у Баранагарі — північному передмісті Калькутти. Зовсім маленькою, вона втратила батька. У середині 1940-х років мати вирішила переїхати разом з дітьми до Делі. Тут Арпіта закінчила середню школу. після чого, у 1954 році Арпіта поступила до факультету витончених мистецтв, де провчилася п'ять років, будучи однією з найкращих студенток.
У 1960 році Арпіта і група її колишніх однокурсників організували гурток «Невідомі». Їхні картини експонувалися щороку, поки гурток не припинив своє існування 1964 році. З цього моменту Арпіта регулярно брала участь у виставках, швидко здобувши схвалення критиків. У 1962 році вона вийшла заміж за Парамджіта Сінґха, художника, який навчався курсом старше її в коледжі мистецтв. У 1967 році народила доньку Анджум.
У 1972 році в художньому центрі Куніка Чемоулд (Нью-Делі) пройшла перша персональна виставка Арпіти. Після чого вона неодноразово проводила виставки в Індії та за її межами. Так, у 1982 році відбулася виставка у Королівській академії мистецтв у Лондоні, у 1984 році в індо-грецькій культурній виставці у Греції, у 1986 році у Центрі Жоржа Помпіду (Париж), у 1987 році в Галле де Іль (Женева), у Художній галереї Нового Південного Уельсу (Сідней), у 1993 році вона також брала участь в 3-й і 4-м триєнале в Нью-Делі, у 1987 році в Бієнале у Гавані, у 2006 році у виставці «Нове та сучасне індійське мистецтво» (Нью-Делі), у 2009 році у виставці «Прогрес до альмодернізму: 62 роки індійської сучасного мистецтва» (галерея Гросвенор, Лондон).
У 1980-х роках Арпіта звернулася до бенгальської народної традиції малювання. Часто головним персонажем стає жінка. У 1990-х роках художниця починає створювати свої картини олійною фарбою. На тепер[коли?] вона живе та працю в Нью-Делі. Останнім час, Арпіт шукає нові сюжети для своїх полотен і все більше звертається до Бога. Вона намагається розібратися в сутності людини та її місці у Всесвіті.

## Творчість
З ранніх картин починають домінувати абстрактні і напівабстрактні образи. З часом абстрактивізм і фігуративізм стають важливими напрямками її творчості. Стилю Арпіти притаманні насиченість палітри, інфантильність і наївність форм, багатство деталей і неперевершене вміння зберігати ліричний настрій. Вона вміло надає мрійливість своїм картинам і, повторюючи фігури або розміщуючи їх по всьому периметру картини, створює відчуття фантастичності.
Арпіта часто зображує жінок під час буденних справ. Його жіночні образи стали одними з класичних в сучасному індійському живописі. Полюбляє використовувати блакитний, рожевий, яскраво-жовтий кольори.
Її картини олією вражають переливами фарби і рельєфністю мазків. У роботі з аквареллю
застосовує інший підхід. Вагомість фактури досягається особливим методом: вона накладає тонкий шар фарби, розтирає її і на завершення завдає ще один шар, надаючи тим самим відтінок таємничості своїм акварелям.
В її доробку є також графічні роботи. Особливість їх — це чіткі лінії, що робить ці монохромні композиції незабутніми. Створює перевернуті картини на акрилових полотнах, розробляє дизайну килимів і керамічного посуду.
Найвідомішими є картини «Моє місто-льодяник. Схід Близнюків», «Моя мати», "Мій «Ашвамедха», «Що б там не було». За свою діяльність нагороджена «Калідаса Самман» від уряду штату Мадх'я-Прадеш у 1998–1999 роках, «Гаган-Абані Пурашкар» від факультету мистецтв Кала Бхавана університету Вішва Бхараті у 2008 році, «Падма Бхушан» від уряду Індії в 2011 році.

## Родина
Чоловік — Парамджіт Сінґх, художник
Діти:
- Анджум Сінґх, художниця